# Teucrium polium
Teucrium polium é um sub-arbusto e erva nativa da região oeste do Mediterrâneo (Albânia, Espanha, França, Argélia, Marrocos, Tunísia). As suas flores são pequenas e variam do rosa ao branco, e suas folhas são usadas na culinária e na medicina.